# Anton Wladimirowitsch Mitrjuschkin
Anton Wladimirowitsch Mitrjuschkin (russisch Антон Владимирович Митрюшкин, englisch Anton Vladimirovich Mitryushkin; * 8. Februar 1996 in Krasnojarsk) ist ein russischer Fußballspieler, der als Torhüter eingesetzt wird.

## Karriere

### Verein
Der in Sibirien geborene Mitrjuschkin kommt aus der Jugend des FK SKA Rostow und wechselte 2008 zum Stadtrivalen FK Rostow. Nach einem Jahr wechselte er weiter zu Spartak Moskau. Er debütierte am 8. März 2014 im Alter von 18 Jahren in der russischen Premjer-Liga für den Spartak Moskau in einem Spiel gegen den FC Terek Grozny. Am 1. Februar 2016 unterzeichnete er einen Vertrag bei dem Schweizer Verein FC Sion bis Juli 2019. Er gab sein Debüt am 23. April 2016 in der Super League gegen den FC Lugano. In der Saison 2016/17 absolvierte er 35 Ligaspiele für Sion. Am 25. Mai 2017 stand er bei der 0:3-Niederlage gegen den FC Basel im Schweizer Cup 2016/17 im Tor. 2019 verlängerte er seinen Vertrag bei Sion bis 2022. Dieser wurde zum 30. Juni 2020 aufgelöst. Am 27. Oktober 2020 unterschrieb Mitrjuschkin beim deutschen Zweitligisten Fortuna Düsseldorf einen Vertrag bis zum 30. Juni 2021.
Mitrjuschjkin stand lediglich bei einem Spiel der Fortuna im Spieltagskader, wurde dann aber nicht eingesetzt. Für die zweite Mannschaft bestritt er neun Spiele in der Regionalliga West.
Am 1. Juli 2021 wechselte er zu Dynamo Dresden, bevor er nach nur einer Spielzeit nach Russland zurückkehrte. Dort steht er seit dem 1. Juli 2022 beim FK Chimki unter Vertrag.

### Nationalmannschaft
Er gewann die UEFA-U17-Europameisterschaft 2013 mit Russland und wurde mit dem Golden Player Award als bester Spieler des Turniers ausgezeichnet. Er nahm auch an der FIFA U-17-Weltmeisterschaft 2013 teil.
Er vertrat auch die russische U19-Nationalmannschaft bei der UEFA-U19-Europameisterschaft 2015, bei der Russland das Finale erreichte.